# Рязановская (Ленский район)
Рязановская — деревня в Ленском районе Архангельской области. Входит в состав Сойгинского сельского поселения.

## География
Находится в юго-восточной части Архангельской области на расстоянии приблизительно 63 км на юго-запад по прямой от административного центра района села Яренск на правобережье Вычегды.

## Этимология
Название, возможно, связано с крестьянами, переселившимися сюда, после разорения Старой Рязани, сначала владимирским князем Всеволодом III Большое Гнездо в 1208 году, а затем — татаро-монголами в 1237 году.

## История
Была отмечена в переписной книге Яренского уезда в 1710 году как поселение с 1 двором. В 1859 году здесь (деревня Сольвычегодского уезда Вологодской губернии) было учтено 5 дворов.

## Население
| 2002 | 2010 | 2012 |
| ---- | ---- | ---- |
| 5    | ↘0   | →0   |

Численность населения: 19 человек (1859 год), 2 (русские 100 %) в 2002 году, 0 в 2010 году.